# Ambrózy Pál
Ambrózy Pál (Rimaszombat, Csehszlovákia, 1933. június 14. – 2013. június 26.) meteorológus, egyetemi tanár.

## Életpályája
Szülei: Ambrózy Géza és Matolcsy Klára voltak. 1951-1955 között az ELTE Természettudományi Kar (ELTE TTK) meteorológia szakán tanult. 1955-től a Meteorológiai Intézetben dolgozott, kezdetben az időjárás-előrejelzéssel kapcsolatos témákat kutatta. 1968-ban ENSZ-ösztöndíjas az USA-ban és a SZU-ban. 1974-1991 között a Központi Meteorológiai Intézet igazgatója volt. 1991-től a Magyar Meteorológiai Társaság elnöke. 1983-tól felsőoktatási intézményekben meteorológiát oktatott. 1992-től címzetes főiskolai tanár.

## Magánélete
1962-ben házasságot kötött Mohácsi Máriával. Két lányuk született: Ágota (1963) és Anikó (1966).

## Díjai
- Akadémiai Díj (1965, 1991)
- Schenzl Guidó-díj (2000)
- Steiner Lajos-emlékérem